# Christopher Williams (athlétisme)
Pour les articles homonymes, voir Christopher Williams et Williams.
Christopher Williams (né le 15 mars 1972) est un athlète jamaïcain spécialiste du sprint.

## Biographie
Il a été vice-champion du monde sur 200 m en 2001.
En 2009, Christopher Williams est contrôlé positif aux amphétamines et est suspendu par l'IAAF pour une durée de 2 ans.

### Palmarès
| Date | Compétition                                      | Lieu           | Résultat | Épreuve   | Performance   |
| ---- | ------------------------------------------------ | -------------- | -------- | --------- | ------------- |
| 1999 | Championnats d'Amérique centrale et des Caraïbes | Bridgetown     | 1er      | 200 m     | 20 s 40       |
| 1999 | Jeux panaméricains                               | Winnipeg       | 7e       | 200 m     | 21 s 19       |
| 1999 | Jeux panaméricains                               | Winnipeg       | 3e       | 4 x 100 m | 38 s 82       |
| 2000 | Jeux olympiques                                  | Sydney         | 2e       | 4 x 400 m | 2 min 58 s 78 |
| 2001 | Championnats du monde en salle                   | Lisbonne       | 4e       | 200 m     | 21 s 12       |
| 2001 | Championnats du monde                            | Edmonton       | 2e       | 200 m     | 20 s 20       |
| 2001 | Championnats du monde                            | Edmonton       | 2e       | 4 x 400 m | 2 min 58 s 39 |
| 2002 | Jeux du Commonwealth                             | Manchester     | 2e       | 4 x 100 m | 38 s 62       |
| 2002 | Jeux d'Amérique centrale et des Caraïbes         | San Salvador   | 2e       | 4 x 100 m | 38 s 62       |
| 2003 | Championnats d'Amérique centrale et des Caraïbes | Grenade        | 3e       | 200 m     | 20 s 58       |
| 2003 | Jeux panaméricains                               | Saint-Domingue | 2e       | 200 m     | 20 s 54       |
| 2005 | Finale mondiale de l'athlétisme                  | Monaco         | 2e       | 200 m     | 20 s 19       |
| 2006 | Jeux du Commonwealth                             | Melbourne      | 3e       | 200 m     | 20 s 52       |
| 2006 | Jeux du Commonwealth                             | Melbourne      | 1er      | 4 x 100 m | 38 s 36       |
| 2007 | Championnats du monde                            | Osaka          | 7e       | 200 m     | 20 s 57       |

### Records
| Épreuve    | Performance | Lieu     | Date            |
| ---------- | ----------- | -------- | --------------- |
| 100 mètres | 10 s 05     | Kingston | 21 juillet 2000 |
| 200 mètres | 20 s 02     | Walnut   | 16 avril 2000   |

| Épreuve    | Performance | Lieu     | Date            |
| ---------- | ----------- | -------- | --------------- |
| 60 mètres  | 6 s 61      | Halle    | 16 février 2001 |
| 200 mètres | 20 s 68     | Le Pirée | 21 février 2001 |

## Sources
- (en) Cet article est partiellement ou en totalité issu de l’article de Wikipédia en anglais intitulé « Christopher Williams (sprinter) » (voir la liste des auteurs).